# الإخوة أعداء (مسلسل)
الأخوة أعداء هو مسلسل تلفزيوني مصري عرض في رمضان 1433هـ/2012م، قصة المسلسل مقتبسة عن الرواية الروسية الشهيرة «الإخوة كارامازوف» للكاتب الروسي فيودور دوستويفسكي.

## قصة المسلسل
يتناول العمل قضية الفساد في مصر في مرحلة ما قبل الثورة من خلال إلقاء الضوء على حياة أحد رجال الأعمال ذوي النفوذ والسلطة وصلته برجال الدولة.

## بطولة
- صلاح السعدني
- أحمد رزق
- فتحي عبد الوهاب
- لقاء الخميسي
- دينا فؤاد
- ياسر جلال
- راندا البحيري
- حجاج عبد العظيم
- شريف حلمي
- عفاف شعيب
- منة فضالي
- أحمد صيام
- شمس
- ميمي جمال
- محمد فريد
- مجدي عبد الوهاب
- عبير منير
- عثمان شكري
- أحمد دياب
- تغريد فهمي
- سعيد صديق